# 2007 في السودان
فيما يلي سرد لأحداث وقعت خلال عام 2007 في السودان.

## الحكم
- الرئيس: عمر البشير
- نائب الرئيس:
  - سلفا كير ميارديت (الأول)
  - علي عثمان طه (الثاني)

## أحداث

### يناير
- 24 يناير- اختطف مسلح وحيد طائرة سودانية، وهي الرحلة الجوية الغربية رقم 612، وعلى متنها 103 أشخاص، وتم تحويلها إلى انجمينا، تشاد. حيث هبطت الرحلة في مطار انجمينا وتم القبض على المختطف.[1]

### مايو
- 2 مايو - أصدرت المحكمة الجنائية الدولية مذكرتي توقيف بحق وزير الشؤون الإنسانية السوداني أحمد هارون وزعيم الجنجويد علي كوشيب بتهمة ارتكاب جرائم حرب ارتكبت خلال نزاع دارفور.[2]

### يونيو
- 15 يونيو - السودان وفصيل منشق عن حركة العدل والمساواة في دارفور يوقعان معاهدة سلام.[3]

### أغسطس
- 1 أغسطس - السودان يتعهد بدعم يوناميد، قوة حفظ سلام مشتركة من الأمم المتحدة والاتحاد الأفريقي في دارفور.[4]
- 3 أغسطس - جماعات المتمردين في دارفور تعقد اجتماعات في تنزانيا بوساطة مشتركة بين الأمم المتحدة والاتحاد الأفريقي لحل النزاعات.[5]
- 28 أغسطس - أطلقت الحكومة السودانية والأمم المتحدة نداء بالفيضانات لمساعدة ضحايا الفيضانات الأخيرة التي أودت بحياة 89 شخصا ودمرت 73000 منزل.[6]
- 29 أغسطس - حذر جون هولمز، منسق الإغاثة في حالات الطوارئ التابع للأمم المتحدة، من أن لاجئي الصراع في دارفور يقومون بتسليح أنفسهم وقد يتمكنون قريباً من الدفاع عن أنفسهم إذا جددت الحكومة السودانية هجماتها.[7]

### سبتمبر
- 2 سبتمبر - السودان يؤجل إجراء إحصاء سكاني مهم لنجاح عمليتين انتخابيتين وطنيتين.[8]
- 3 سبتمبر - الأمين العام للأمم المتحدة بان كي مون يصل إلى السودان للضغط من أجل وضع حد للعنف في دارفور.[9]